# Бяндованский заказник
Бяндованский заказник (азерб. Bəndovan Dövlət Təbiət Yasaqlığı) — заказник в Азербайджане, расположенный на административной границе Сальянского и Гарадагского районов. Создан в 1961 году. Заказник относится к территории типа фауна. Граничит с Ширванским национальным парком. Занимает площадь 4,930 га.

## Цель создания
Главной целью создания заказника является сохранение и восстановление популяций:
- Джейранов (Gazella sulgutturosa),
- Водоплавающих птиц и стрепета (Otis tetrax)[2].

## См.также
- Список заповедников Азербайджана
- Список национальных парков Азербайджана
- Список заказников Азербайджана